# Інженер-капітан (транспорт)

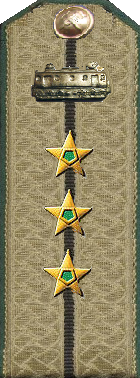
Погон інженер-капітана тяги (1943-54)

Інженер-капітан  (лат. ingenium — здібність, винахідливість; і від пізнього лат. capitaneus — воєначальник) — персональне звання середнього начальницького складу в Народному комісаріаті шляхів сполучення в 1943–1954.
Інженер-капітан був вище за рангом ніж інженер-лейтенант і нижче за інженер-майора.

## Історія
Наказом № 711Ц від 13 вересня 1943 року для працівників залізничного транспорту (НКШС) ввели персональні звання. Працівників було поділено на склади: рядовий, молодший, середній, старший та вищий начальницький склади. Звання інженер-капітана відносилося до середнього начальницького складу. 
До звання додавалося уточнення згідно зі спеціальністю працівника: руху, тяги, шляхів та будівництва, зв'язку та адміністративної служби.
12 червня 1954 року було видано Указ Президії Верховної Ради СРСР «Про скасування персональних звань і відзнак для працівників цивільних міністерств і відомств». 

## Знаки розрізнення
Погони середнього начальницького складу зі срібного галуну, мали один чорний просвіт завширшки 4 мм. Ґудзики у верхній частині погона золочені з емблемою. Оксидовані емблеми на погонах згідно зі службою працівника. Звання позначалося на погонах п'ятипроменевими зірочками (від одної до трьох). Зірочки на погонах працівників залізничного транспорту, на відміну від військовиків, розташовувалися вздовж погону за віссю. Інженер-капітан мав на погонах по три зірочки.

## Див також
Знаки розрізнення залізничників